# إرم كاراميت
إرم كاراميت (مواليد 20 يونيو 1993) هي مبارزة تركية متخصصة في سيف الشيش، شاركت في أولمبياد 2016.